# Piratfisk
 Der er for få eller ingen kildehenvisninger i denne artikel, hvilket er et problem. Du kan hjælpe ved at angive troværdige kilder til de påstande, som fremføres i artiklen.

 Denne artikel bør gennemlæses af en person med fagkendskab for at sikre den faglige korrekthed.
    Teksten med 3 arter og "underarter i nær familie" og 6 slægter i taksoboksen hænger ikke sammen

Piratfisk eller Piranha er en gruppe ferskvandsfisk, som lever i amazonfloderne. Der findes tre arter: Pygocentrus Nattereri, Pygocentrus Cariba og Pygocentrus Piraya. Dertil kommer over 30 underarter, som er i nær familie, hvor en del af dem er kødædende, mens andre er vegetarer. Arterne varierer i størrelse fra ca. 20 cm til 1 meter. 
Pygocentrus Nattereri er den mest almindelige art. Den bliver ca. 30-35 cm under de rette forhold.
Piratfisk har barberbladsskarpe tænder og meget kraftige kæbemuskler. Tænderne er så skarpe, at de lokale bruger kæber fra piratfisk som sakse, og saksen "piranha" er opkaldt efter fiskene. 
Piratfisk har et rygte for at være nådesløse menneskeædere, hvilket formentligt[kilde mangler] skyldes USA's tidligere præsident Theodore Roosevelts beskrivelser[kilde mangler] af sine ture til Amazonfloderne, Tarzan-filmene fra 1930'erne og 1970'ernes gyserfilm med mekaniske piratfisk som skrækindjagende monstre. 
Piratfisk angriber imidlertid meget sjældent mennesker. Generelt angriber de kun, hvis de sulter, er i en unaturlig situation eller føler sig tilstrækkelig truet. Til gengæld har de så også styrken til at en finger eller tå af et menneske. En stime piratfisk kan spise et stort kadaver på mindre end 10 minutter.[kilde mangler]

## Piratfisk som akvariedyr
Piratfisk kan holdes i akvarium, men de kræver plads og sviner en del, så god filtrering samt jævnlige vandskift er nødvendige. De vokser hurtigt. Det er en ret robust fisk som er relativt tolerant over for vandværdier og temperaturer, og som sjældent er udsat for sygdomme i akvariet.
Som hovedregel kan piratfisk ikke holdes med andre arter af fisk, da de formentlig på et eller andet tidspunkt vil ende som foder. Hvis en piratfisk er sulten, så spiser den hvad der er i nærheden – uanset om det er artsfæller eller større fisk end den selv.
De er kannibaler, men enkelte arter som P. Nattereri kan holdes i flok, det anbefales at man har mindst 4, da aggressiviteten så kan spredes over flere individer. 
I mange amerikanske stater er det ulovligt at holde piratfisk som kæledyr på grund af risikoen for faunaforurening, hvis de bliver sluppet løs i de lokale søer og floder, dog dør de ret hurtigt ved temperaturer under 10 °C – hvorfor dette ikke er et problem i Danmark.
- Rød Piratfisk
- Rød Piratfisk